# Kościół Marii Panny w Crawinkel
Kościół Marii Panny (niem. Marienkirche) – protestancka świątynia parafialna w Crawinkel, dzielnicy miasta Ohrdruf. 

## Historia
Pierwsza kaplica w tym miejscu stała pierwotnie na wzniesieniu. O niej informuje tablica na wieży kościoła. Świątynię zbudowano w 1421 roku, zakrystia kościoła była najprawdopodobniej częścią starej kaplicy. W 1613 świątynię przebudowano, w 1624 pożar zniszczył wieżę oraz około 200 budynków Crawinkel. Mimo zaistniałej sytuacji postanowiono odbudować obiekt, jednak w stylu renesansowym. W 1758 roku kościół rozbudowano. Podczas II wojny światowej z kościoła wywieziono dzwony, zniszczono również organy oraz ławki.

## Galeria

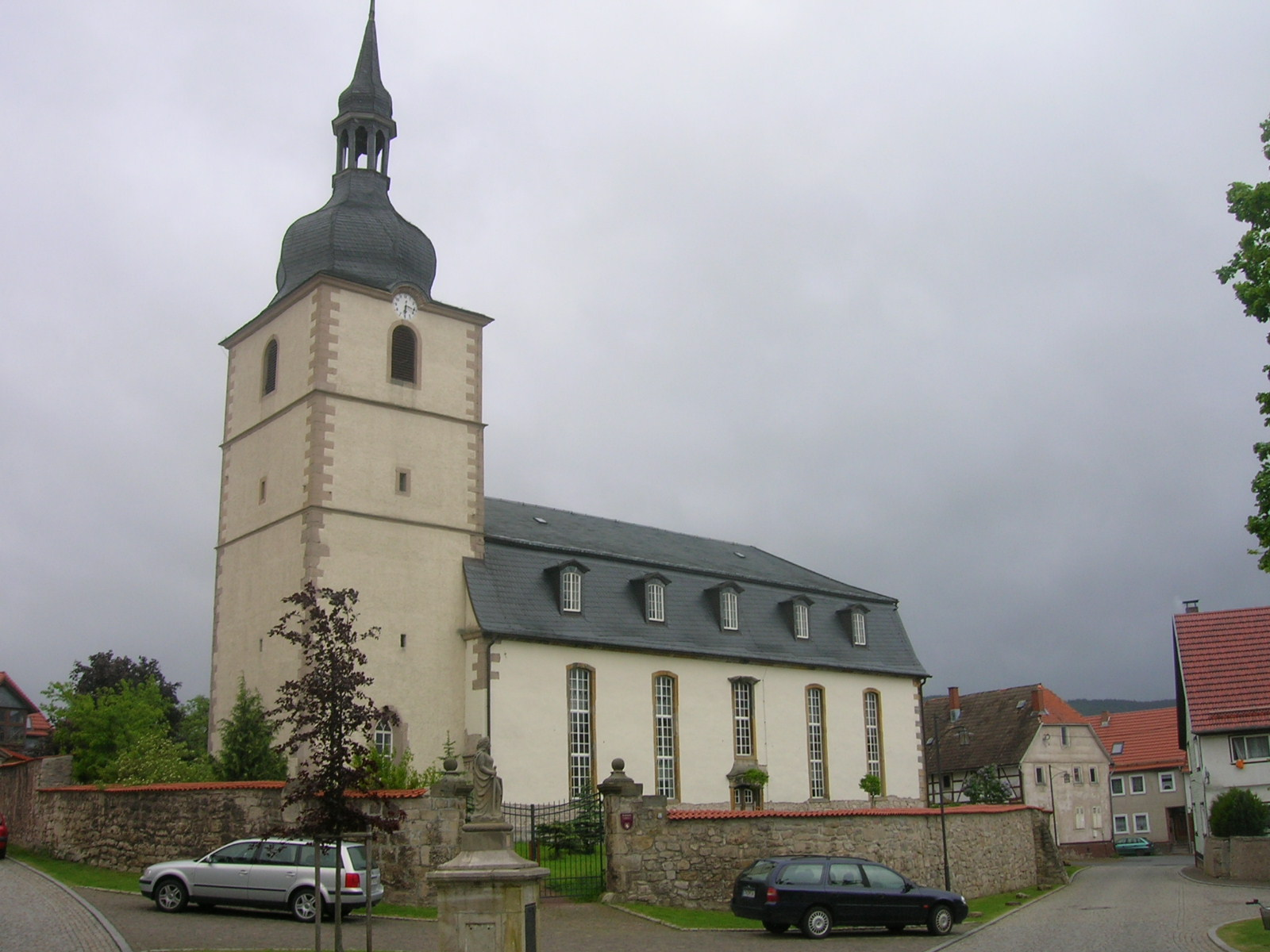
Widok z północnego wschodu
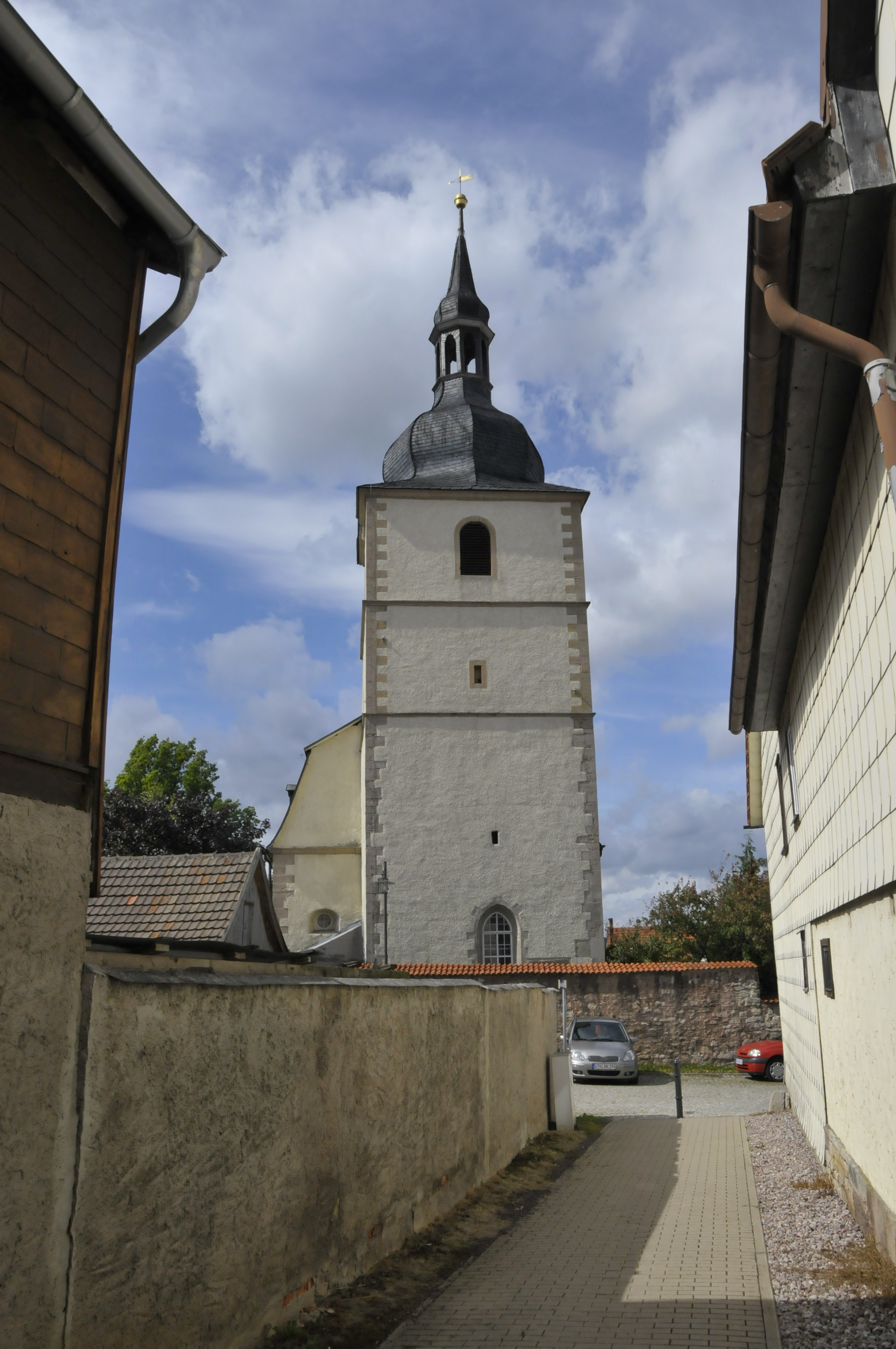
Wieża kościoła
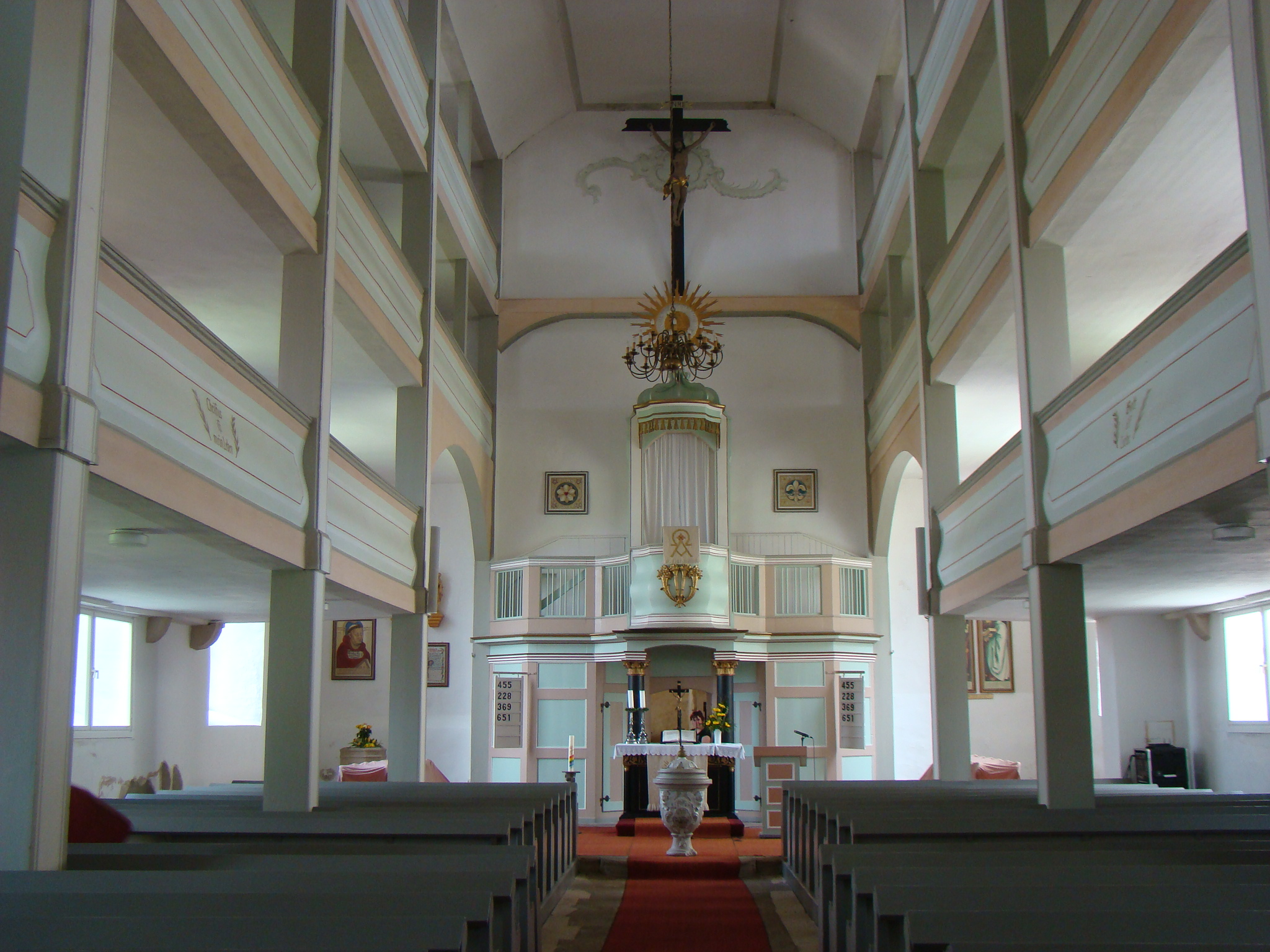
Wnętrze
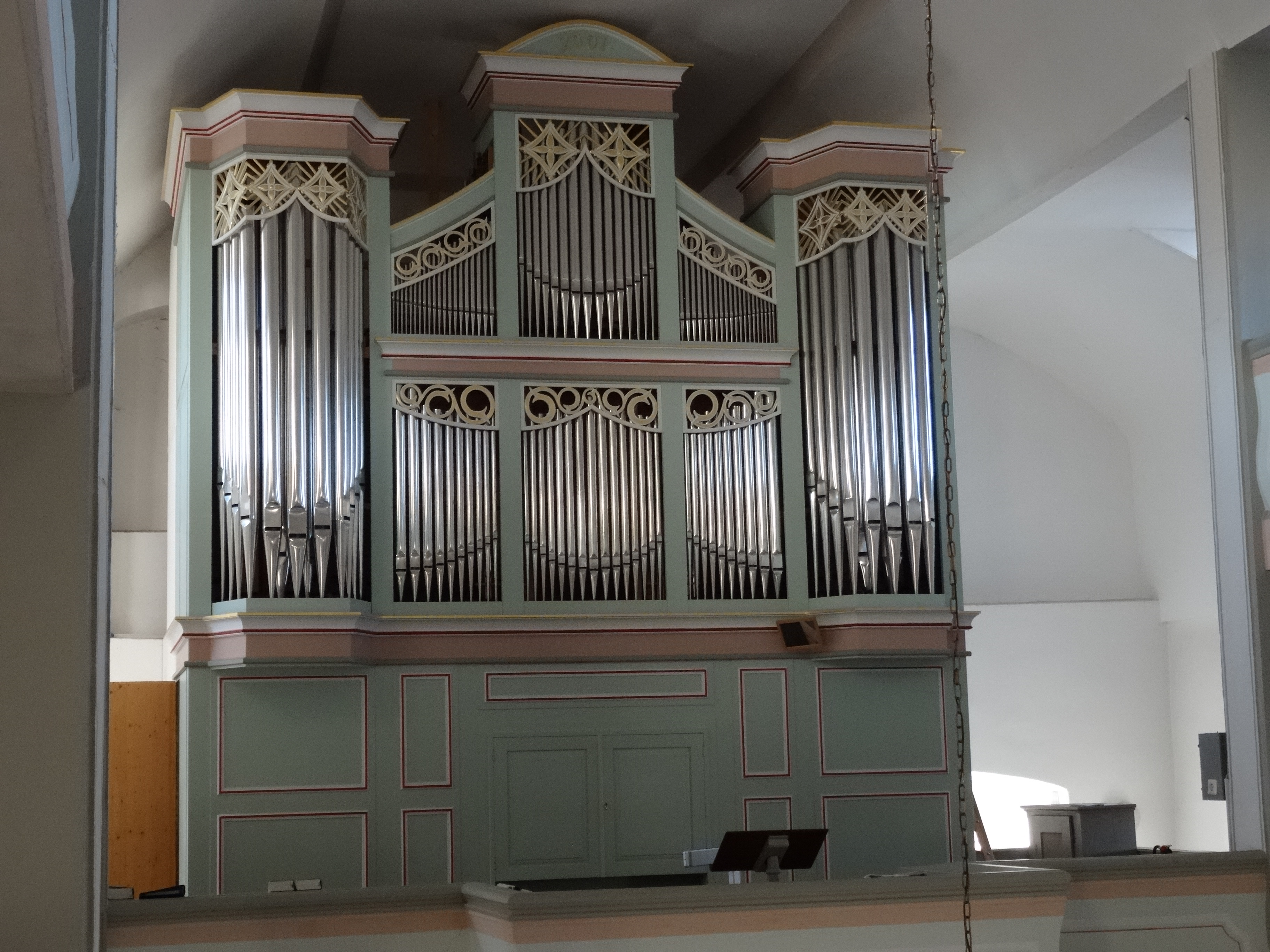
Organy